# Mednyánszky Ede
Mednyánszky Ede Alajos (Beckó, 1823. február 20. – Beckó, 1895. július 25.) földbirtokos, politikus, miniszteri titkár, országgyűlési képviselő.

## Életpályája
Az 1848–49-es forradalom és szabadságharc kitörésekor  reaktiváltatta magát, parancsőrtiszt volt Görgei Artúr mellett, majd a feldunai seregben szolgál hadnagyként, később századosként. A szabadságharc után – egyes források szerint – a komáromi vár védőinek menlevelével mentesült a felelősségre vonás alól. Más források szerint közlegényként besorozzák és csak váltságdíj fejében szabadult. 1850-ben visszatér beczkói birtokára. Apósa, Szirmay Boldizsárnak halála után (1856) a nagyőri birtok és kastély rá maradt; azóta is a Mednyánszky-kastély nevet viseli. Az épület felújítása 1861-ban fejeződött be, ekkor családjával ide költözött Beczkóról. A birtokon a sors által rábízott embereknek, családoknak a lehető legjobb körülményeket teremtette; ügyes-bajos dolgaikat intétte, ha kellett, képviselte őket. 1861-ben illetve 1885–1887 között országgyűlési képviselő volt.

## Családja
Szülei: Mednyánszky József (1789-1868) és Eleonóra Richert de Vihr (1798–1889) voltak. Testvérei, Mednyánszky Sándor Cézár (1824–1857) katolikus pap, Mednyánszky László (1819–1849) honvédtiszt és Mednyánszky Gizella (1827–1924) voltak. Házastársa, Szirmai Marianna Karolna (1823–1883) volt, akivel Pesten kötött házasságot 1851. július 30-án. Két gyermeke született: Mednyánszky Margit Eleonóra (1858–1937) és László (1852–1919) festőművész.